# NGC 7004
NGC 7004 ist eine linsenförmige Galaxie vom Hubble-Typ SB0/a im Sternbild Indianer am Südsternhimmel. Sie ist schätzungsweise 337 Millionen Lichtjahre von der Milchstraße entfernt und hat einen Durchmesser von etwa 130.000 Lichtjahren.
Im selben Himmelsareal befindet sich u. a. die Galaxie NGC 7002.
Das Objekt wurde am 2. Oktober 1834 von John Herschel entdeckt.